# Muska
Muska (en turc Amulet) és una pel·lícula turca de terror dirigida per Özkan Çelik, autor també del guió conjuntament amb Serhan Nasırlı. En vint-i-quatre dies, la pel·lícula fou vista per quasi 110.000 persones als cinemes turcs i va ingressar poc més d'un milió de lires turques (en aquell moment, equivalia a poc més de 360.000 euros).

## Sinopsi
Celal és un home d'uns 30 anys que treballa com a escriptor per un diari. Celal, conegut per la seva afició a les dones, va ser expulsat de casa després d'enganyar la seva amant. Quan veu l'estat de brutícia de la casa on va anar a llogar una habitació, té la intenció de renunciar. Just aleshores, veu la jove i bella Yasemin vivint a la casa. En decidir quedar-se a casa, Celal entrarà en un camí fosc i irreversible amb aquesta elecció.

## Repartiment
- Sezgin Erdemir com Celal
- Tanju Tuncel com Aliye Hanim
- Asli Sahin com Yasemin
- Taylan Güner com Engin
- Hakan Karsak com Yasar
- Efe Karaman com Mehmet

## Premis
| Guardons                                        | Guardons                     | Guardons     | Guardons                    | Guardons | Guardons    |
| Any                                             | Esdeveniment                 | Categoria    | Guanyador del premi/Nominat | Resultat | Referències |
| ----------------------------------------------- | ---------------------------- | ------------ | --------------------------- | -------- | ----------- |
| 2014                                            |                              |              |                             |          |             |
| Bridge Film Festivali, Kosova                   | Millor director              | Özkan Çelik  | Guanyador                   | [ 3 ]    |             |
| Bridge Film Festivali, Kosova                   | Premi del Públic             | Muska        | Guanyador                   | [ 3 ]    |             |
| 30 dies. Festival de cinema fantàstic a Andorra | Millor pel·lícula            | Muska        | Guanyador                   | [ 4 ]    |             |
| 30 dies. Festival de cinema fantàstic a Andorra | Millor director              | Özkan Çelik  | Guanyador                   | [ 4 ]    |             |
| 30 dies. Festival de cinema fantàstic a Andorra | Millor actriu                | Tanju Tuncel | Guanyador                   | [ 4 ]    |             |
| 2015                                            |                              |              |                             |          |             |
| Macabre Faire Film Festival, Nova York          | Millor disseny de so         | Muska        | Nominat                     | [ 5 ]    |             |
| Macabre Faire Film Festival, Nova York          | Millor pel·lícula estrangera | Muska        | Nominat                     | [ 5 ]    |             |